# Вулиця Мирошниченка (Сіверськодонецьк)
Ву́лиця Мирошниче́нка — вулиця у Сіверськодонецьку довжиною 270 метрів. Починається від вулиці Юності. Закінчується на перетині з вулицею Зеленою. Забудована одноповерховими житловими будинками. Названа на честь почесного мешканця міста, відомого будівельника Костянтина Мирошниченка.